# День командира дивізії
«День командира дивізії» (рос. «День командира дивизии») — російський радянський воєнний фільм Ігоря Ніколаєва, знятий по однойменній повісті Олександра Бека.

## Сюжет фільму
Події фільму розгортаються на початку грудня 1941 року, коли німецькі війська підійшли до Москви. Йдуть бої за село Селівановка, яке переходить з рук в руки. До штабу полковника Білобородова прибуває генерал Жуков і передає йому у командування додаткові війська. А це означає, що невдовзі намічається наступ. Біля полковника завжди знаходиться письменник Олександр Бек, який пише повість про події під Москвою. Стрімкий наступ був зупинений німцями, позиції ворога не були посунуті, так як той підготувався до міцної оборони і районі сіл Снігурі-Рождественне. Тоді Білобородов вирішує продовжувати атакувальні та відволікаючі дії по основному напрямку і тим часом перекидати війська в обхід далеко в тил німців. Операція виявилась вдалою і завдяки організованим діям полковника дорога на місто Істра була відкрита.

## В ролях
| Актор                  | Роль                  |
| ---------------------- | --------------------- |
| Валерій Цвєтков        | полковник Білобородов |
| Олексій Сафонов        | комісар Бронніков     |
| Михайло Ульянов        | маршал Жуков          |
| Олександр Михайлов     | генерал Рокоссовський |
| Володимир Заманський   | Засмолін              |
| В'ячеслав Єзепов       | письменник Бек        |
| Іван Агафонов          | Докучаєв              |
| Борис Морозов          | Суханов               |
| Олександр Голобородько | Кондратенко           |
| Анатолій Скорякін      | Петька Фоміних        |
| Данило Нетребін        | Жарков                |
| Леонід Трутнєв         | Власов                |
| Світлана Коновалова    | Анна Тимофіївна       |
| Олексій Золотницький   | Вітевський            |

## Знімальна група
- Режисер: Ігор Ніколаєв
- Сценаристи: Василь Соловйов, Олександр Бек
- Оператор: Інна Зараф'ян
- Композитор: Олексій Ніколаєв